# Christlich Nationale Volkspartei
Die Christlich Nationale Volkspartei war eine pfälzische Regionalpartei, die bei der Reichstagswahl am 7. Dezember 1924 antrat. Sie wird dem völkisch-nationalen Spektrum zugerechnet und entstand im Umfeld des Evangelischen Bundes und des Christlichen Landarbeitervereines der Pfalz. Bei den Wahlen 1924 trat sie in einer Listenverbindung mit der Deutschnationalen Volkspartei an und erhielt in der Pfalz 23,6 Prozent der Stimmen. Wie viele dieser Stimmen aus dem Lager der damals in der Pfalz verbotenen NSDAP kamen, ist in der Forschung umstritten. 